# Antōnīs Kafetzopoulos
Antōnīs Kafetzopoulos (in greco: Αντώνης Καφετζόπουλος; Istanbul, 13 ottobre 1951) è un attore turco naturalizzato greco.
È nato in Turchia,ma è di nazionalità greca. Appartiene infatti alla comunità greca di Costantinopoli (Istanbul).Si è rifugiato in Grecia dopo l'ondata di incidenti contro la minoranza greca della città durante la crisi di Cipro del 1964.
È noto per aver recitato in Scorpios, Stakaman!, Akadimia Platonos, interpretazione con la quale nel 2009 ha ottenuto il Pardo per la miglior interpretazione maschile al Festival internazionale del film di Locarno, e Adikos Kosmos, grazie alla quale ha vinto nel 2011 il Concha de Plata al miglior attore al Festival internazionale del cinema di San Sebastián.
È tifoso dell'AEK, la squadra fondata ad Atene nel 1924 da profughi greci provenienti da Costantinopoli.
È sposato con l'attrice Faye Kokkinopoulou.

## Filmografia parziale
- Astrofengia - serie TV (1980)
- Parangelia! (1980)
- To stigma (1982)
- Revanche (1983)
- O Drakoulas ton Exarheion (1983)
- I nyhta me ti Silena (1986)
- Arhangelos tou pathous (1987)
- Terirem (1987)
- Olga Robards (1989)
- Oi Athinaioi (1990)
- To geloion tou pragmatos - serie TV, 4 episodi (1994)
- Scorpios - serie TV, 20 episodi (1995-1996)
- I listeia (1999)
- Thilyki etaireia (1999)
- Piso porta (2000)
- Stakaman! (2001)
- O kalyteros mou filos (2001)
- To klama vgike ap' ton Paradeiso (2001)
- I Liza kai oloi oi alloi (2003)
- Lefkos Oikos - serie TV (2003)
- Babalou - serie TV (2003)
- Grecheskiye kanikuly (2005)
- I gynaika einai... skliros anthropos (2005)
- Oi atromitoi - serie TV, 14 episodi (2008)
- Akadimia Platonos (2009)
- O thanatos pou onireftika (2010)
- Oi ippeis tis Pylou (2011)
- Adikos kosmos (2011)
- Poker Face (2012)
- Agon (2012)
- Moderna Oikogeneia - serie TV (2014)